# جیک کاسدان
جیک کاسدان (انگلیسی: Jake Kasdan؛ زادهٔ ۲۸ اکتبر ۱۹۷۴) یک هنرپیشه، کارگردان، فیلم‌نامه‌نویس، و تهیه‌کننده اهل ایالات متحده آمریکا است. وی از سال ۱۹۹۸ میلادی تاکنون مشغول فعالیت بوده‌است.

## فیلمشناسی
- اندوه شدید (فیلم) (۱۹۸۳) (بازیگر)
- سیلورادو (فیلم) (۱۹۸۵) (بازیگر)
- جهانگرد اتفاقی (فیلم) (۱۹۸۸) (بازیگر)
- تأثیر صفر (۱۹۹۸ بازیگر، کارگردان، تهیه‌کننده، فیلمنامه‌نویس)
- اورنج کانتی (فیلم) (۲۰۰۲) (کارگردان)
- سایه‌های ری (بازیگر)
- معلم بد (فیلم) (۲۰۱۱) (تهیه‌کننده اجرایی و کارگردان)
- دوستان همراه کودکان (فیلم) (۲۰۱۱)
- نوار سکس (فیلم) (۲۰۱۴) (تهیه‌کننده اجرایی و کارگردان)
- جومانجی: به جنگل خوش آمدید (۲۰۱۷) (نویسنده و کارگردان)
- جومانجی: مرحله بعدی (۲۰۱۹) (نویسنده و کارگردان)
- رد وان (۲۰۲۳) (کارگردان)